# بناوية
البناوية (الاسم العلمي: Coffeeae) هي قبيلة من النباتات تتبع فصيلة الفوية من الرتبة الجنطيانيات.

## أجناس البناوية
- البُن
- التريكاليزية (الاسم العلمي:Tricalysia)
- السيلانتوس (الاسم العلمي:بن)